# Коскуль (Светлинский район)
Коскуль — посёлок в Светлинском районе Оренбургской области России. Административный центр и единственный населенный пункт Коскульского сельсовета.

## География
Расположен на берегу озера Косколь, в 40 км к северо-востоку от районного центра — посёлка Светлый.

## Население
| 2010 | 2012 | 2013 | 2014 | 2015 | 2016 | 2017 |
| ---- | ---- | ---- | ---- | ---- | ---- | ---- |
| 323  | ↘311 | ↘304 | ↘301 | ↘286 | ↘274 | ↘264 |
| 2018 | 2019 | 2020 | 2021 |      |      |      |
| ↗266 | ↘247 | ↘230 | →230 |      |      |      |

Национальный состав
По данным Всероссийской переписи населения 2010 года:
| № | Национальность | Численность, чел. | Доля  |
| - | -------------- | ----------------- | ----- |
| 1 | казахи         | 141               | 44 %  |
| 2 | русские        | 125               | 39 %  |
| 3 | мордва         | 21                | 6,5 % |
| 4 | другие         | 36                | 11 %  |